# Tall Zahab (Hims)
Tall Zahab (arab. تل ذهب) – miejscowość w Syrii, w muhafazie Hims. W 2004 roku liczyła 12 055 mieszkańców.